# (39433) 1113 T-3
1113 T-3 (asteroide 39433) é um asteroide da cintura principal. Possui uma excentricidade de 0.09673330 e uma inclinação de 14.32945º.
Este asteroide foi descoberto no dia 17 de outubro de 1977 por Cornelis Johannes van Houten e Ingrid van Houten-Groeneveld e Tom Gehrels em Palomar.